# 刘珈彤
刘珈彤（1987年8月21日—），又名刘倩，重庆人，中华人民共和国女演员，前舞蹈演员。毕业于重庆大学美视电影学院表演专业。2005年起开始活跃于台前。

## 生平
刘珈彤上大学前曾多年学习专业舞蹈，并曾在中国舞蹈界最高奖项“桃李杯”取得不俗成绩。但据称在十六岁时，她意识到相比舞蹈而言更热爱表演，于是之后考入重庆大学美视电影学院表演系，转型为影视演员。此后刘珈彤陆续拍摄了《第22条婚规》等多部影视作品，并因2016年湖南卫视热播电视剧《麻雀》走入全国观众视野。

## 影视作品

### 电视剧
- 《第22条婚规》
- 《被风吹过的夏天》
- 《不可饶恕》
- 《麻雀》
- 《新笑傲江湖》
- 《古劍奇譚2》
- 《奋斗吧！青春》

### 电影
- 2012年《无间罪：僵尸重生》女主角